# Protoactini
El protoactini és un element químic de la taula periòdica, el símbol del qual és Pa i el seu nombre atòmic és 91. El protoactini és un element metàl·lic que pertany al grup dels actinoides, és mal·leable i presenta una brillantor metàl·lica intensa i s'altera ràpidament amb l'aire. És superconductor per sota d'1,4 K. Fou descobert pel químic polonès Kasimir Fajans i per l'alemany Oswald H. Göhring el 1913. El 1917 el químic alemany Otto Hahn i la física austríaca Lise Meitner descobriren l'isòtop protoactini 231, el de més llarga durada, i aquesta l'anomenà protoactini perquè en desintegrar-se produeix actini. Cap mineral el conté i només apareix en forma d'impuresa en molt baixa concentració en els minerals d'urani. Només s'empra en estudis científics, destacant la datació de carbonats (espeleotemes, travertins, coralls, petxines marines), ossos i sediments marins.

## Història

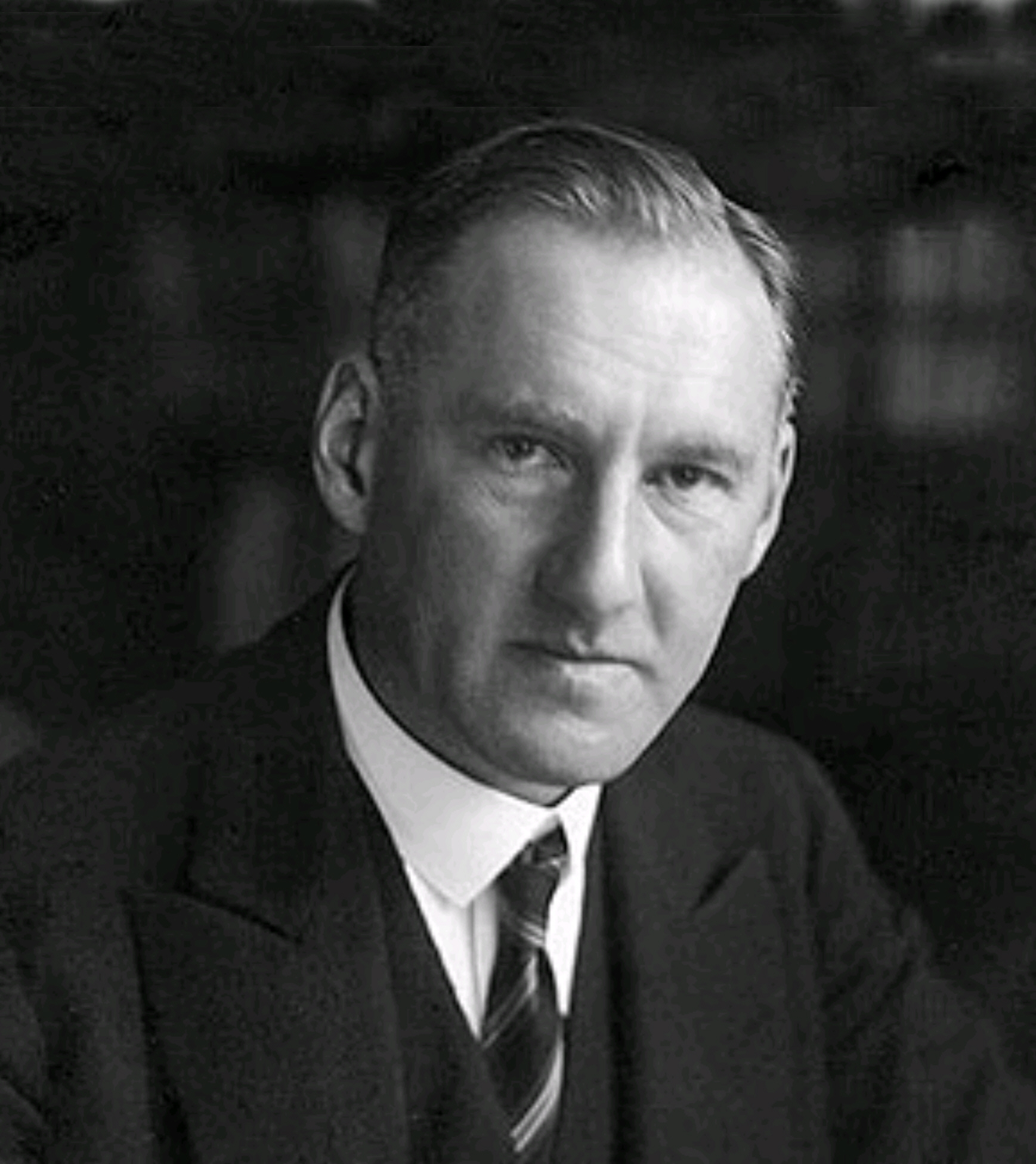
Kasimir Fajans.

Dmitri Mendeléiev va predir, en 1871, que hauria d'existir un element amb nombre atòmic igual a 91 i que apareixeria en la taula periòdica entre el tori i l'urani, al qual anomenà Eka-tantalum. El 1900, William Crookes (1832-1919) aïllà el protoactini com un material radioactiu format a partir de l'urani, però que no aconseguí identificar-lo. El protoactini fou identificat per primera vegada el 1913, quan el químic polonès Kasimir Fajans (1887-1975) i l'alemany Oswald Helmuth Göhring (1889-1915?) trobaren l'isòtop de curta vida 234mPa, amb un període de semidesintegració al voltant dels 1,17 minuts, durant els seus estudis de la cadena de desintegració de l'urani 238. Anomenaren al nou element brevi, del llatí brevis, ‘breu’.

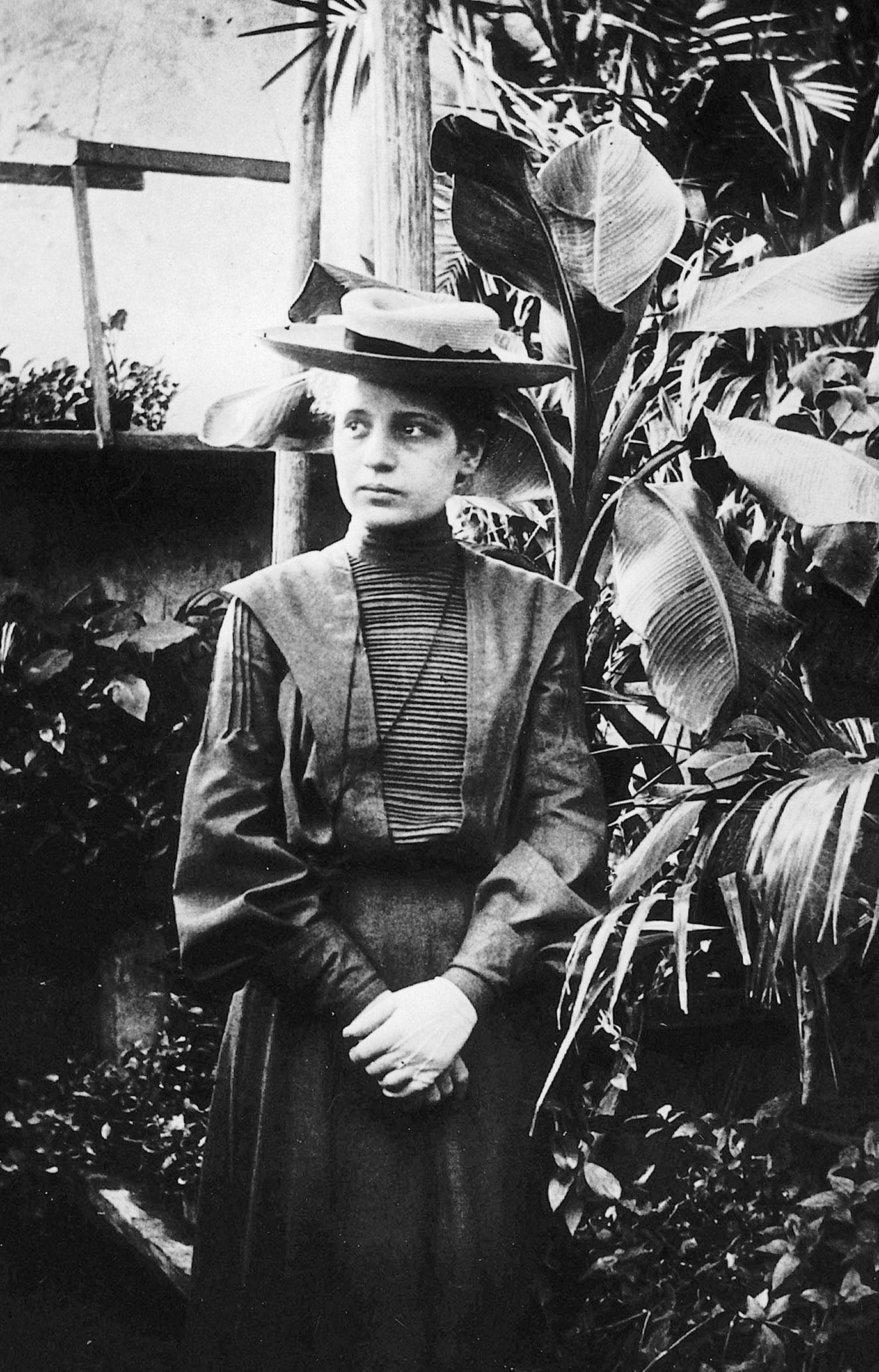
Lise Meitner.

El 1917, la física austríaca Lise Meitner (1878-1968) i l'alemany Otto Hahn (1879-1961) aïllaren un isòtop més estable de l'element, el protoactini 231, amb un període de semidesintegració de 32 760 anys. Fajans retirà el nom brevium, ja que el costum era anomenar un element segons l'isòtop de vida més llarga. Meitner l'anomenà protactinium, ‘protoactini’, de proto–, forma prefixada del mot grec πρωτος, prō͂tos, que significa ‘primer’, ‘principal’, ‘anterior’, i actinium ‘actini’, per desintegrar-se en l'element actini. El mateix any, el mateix isòtop, el protoactini 231, fou aïllat de manera independent pel físic anglès Frederick Soddy (1877-1956), que havia encunyat el terme isòtop, i el seu col·lega John Cranston quan treballaven junts a Glasgow.
El químic alemany Aristid V. Grosse (1905-1985) preparà 2 mg d'òxid de protoactini(V) el 1927, i més tard aconseguí aïllar protoactini per primera vegada el 1934, convertint primer l'òxid en un iodur i després trencant-lo a alt buit utilitzant un filament escalfat mitjançant un corrent elèctric produint la reacció:
{\displaystyle {\ce {2PaI5 -> 2Pa + 5I2}}}
El 1961, l'Autoritat de l'Energia Atòmica del Regne Unit fou capaç de produir 125 g de protoactini pur al 99,9%, processant 60 tones de material de rebuig en un procés de 12 etapes amb una despesa de 500.000 $. Aquesta fou l'única font d'aquest element durant molts anys i es diu que fou venut als laboratoris a un cost de 2.800 $/g en els anys successius.

## Estat natural i obtenció

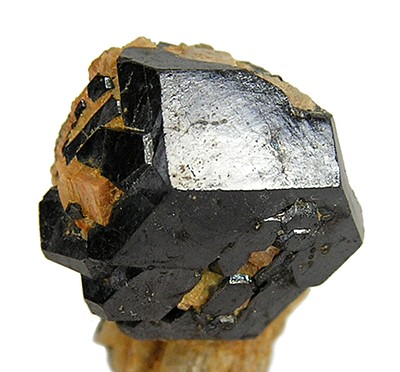
Uraninita o pechblenda UO2.

No hi ha minerals que contenguin protoactini, però es troba a la pechblenda {\displaystyle {\ce {UO2}}} en una quantitat d'aproximadament una part de protoactini 231 en 10 milions de mena (és a dir, 0,1 ppm). Algunes menes de la República Democràtica del Congo arriben a tenir al voltant de 3 ppm.
Industrialment, se n'obté protoactini a partir dels residus de purificació de l'unari, la separació pot ser feta per cromatografia de bescanvi iònic i extracció amb dissolvents. Pot ser precipitat a partir de solucions aquoses com {\displaystyle {\ce {Pa2O5}}} i {\displaystyle {\ce {K2PaF7}}}. El metall és obtingut per reducció amb bari a 1 400 °C del tetrafluorur de protoactini {\displaystyle {\ce {PaF4}}}.

## Propietats

### Propietats físiques
El protoactini és un metall argentat amb punt de fusió 1 572 °C i densitat calculada de 15,37 g/cm³. És superconductor per sota d'1,4 K.

### Propietats químiques

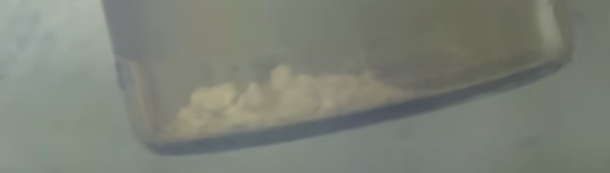
Òxid de protoactini(V) Pa2O5.

La configuració electrònica del protoactini és [Rn] 5f26d17s2 i els nombres d'oxidació en què actua són +2, +3, +4 i +5. El protoactini metall és atacat per l'oxigen, el vapor d'aigua i els àcids, però no per les bases. Els compostos més habituals del protoactini contenen brom, clor, fluor, hidrogen, iode, oxigen, sulfur i seleni, en són exemples l'òxid de protoactini(II) {\displaystyle {\ce {PaO}}}, l'òxid de protoactini(IV) {\displaystyle {\ce {PaO2}}}, l'òxid de protoactini(V) {\displaystyle {\ce {Pa2O5}}}, l'hidrur de protoactini(III) {\displaystyle {\ce {PaH3}}} i els halogenurs {\displaystyle {\ce {PaF4}}}, {\displaystyle {\ce {PaF5}}} {\displaystyle {\ce {PaCl4}}}, {\displaystyle {\ce {PaCl5}}}, {\displaystyle {\ce {PaBr4}}}, {\displaystyle {\ce {PaBr5}}}, {\displaystyle {\ce {PaI3}}}, {\displaystyle {\ce {PaI4}}} i {\displaystyle {\ce {PaI5}}}.

## Isòtops
Es coneixen vint-i-nou isòtops del protoactini, que van del nombre màssic 211 al 240 i tres isòmers nuclears. Hi ha cinc isòtops naturals que tenen nombres màssics 231, 233, 234, 235 i 236, que apareixen en les cadenes de desintegració de l'urani 235, 238, del neptuni i del plutoni. L'urani 238, l'isòtop més abundant d'urani, produeix protoactini 231. L'isòtop més abundant del protoactini prové de la desintegració de l'urani 235, és el protoactini 231, que té el període de semidesintegració més elevat (t½ = 3,276 × 104 anys) i es desintegra en actini 227 per emissió d'una partícula α:
{\displaystyle {\ce {^231_91Pa -> ^227_89Ac + ^4_2He}}}
Els isòtops menys massius es desintegren majoritàriament per desintegració α fins al protoactini 228 que es desintegra per desintegració β+ donant tori 228, el protoactini 229 es desintegra per captura electrònica i el protoactini 230 també per desintegració β+:
{\displaystyle {\ce {^228_91Pa -> ^228_90Th + ^0_1e}}}{\displaystyle {\ce {^229_91Pa + ^0_{-1}e -> ^229_90Th}}}
Després del protoactini 231 els núclids més massius es desintegren per emissió d'una partícula β– per donar isòtops d'urani. Per exemple el protoactini 235 dona urani 235:
{\displaystyle {\ce {^235_91Pa -> ^235_92U + ^0_{-1}e}}}

## Aplicacions
A causa de la seva escassetat, alta radioactivitat i toxicitat, actualment no existeixen usos per al protoactini fora de la investigació científica bàsica.

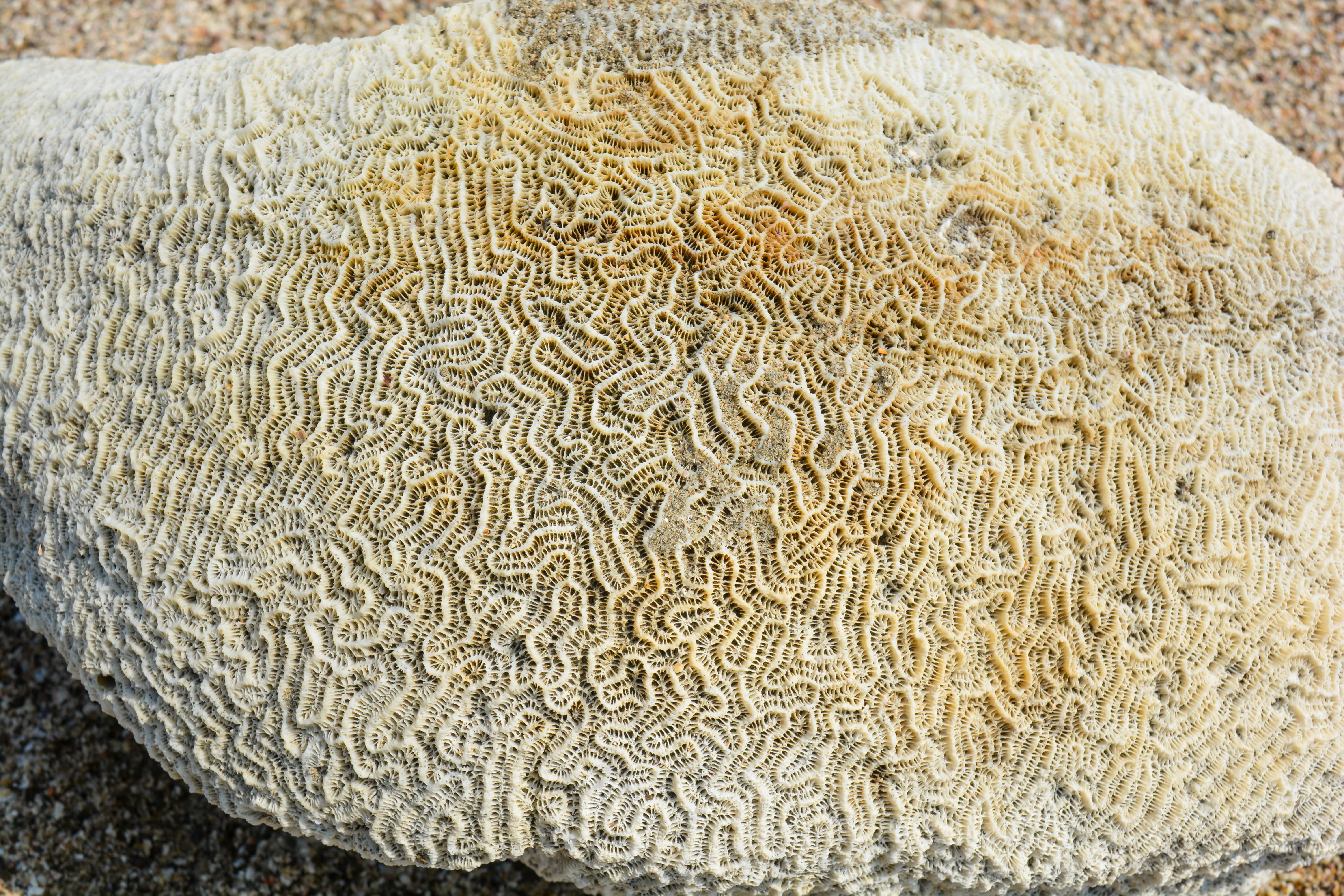
Les primeres datacions emprant protoactini 231/urani 235 es realitzaren amb coralls.

### Datació urani-protoactini
Les aigües naturals contenen traces d'urani, però no de protoactini. Els minerals que precipiten d'aquestes aigües, com els carbonats (espeleotemes, travertins, coralls, petxines marines), contenen, per tant, urani, però no protoactini. En el cas dels ossos i les dents, l'urani s'incorpora a la mostra després de la mort de l'animal, quan la carn es potrege, per fenòmens d'oxidació-reducció que afavoreixen la seva entrada als teixits. En conseqüència, a t = 0, en el moment de la formació de carbonats o de la mort de l'animal, la relació d'activitat radioactiva 231Pa/235U són igual a zero. Amb el temps, aquesta ràtio augmenta segons el període de semidesintegració del protoactini 231 (t½ = 3,276 × 104 anys) fins a arribar a un balanç anomenat secular, molt proper a 1, permetent així datar mostres fins a uns centenars de milers d'anys. S'ha emprat en la datació de mandíbules trobades al jaciment arqueològic d'Atapuerca i d'un crani al jaciment d'Urtiaga.
La proporció protoactini 231- tori 230 també s'ha emprat en paleoceanografia per a l'estudi dels sediments marins.

### Combustible nuclear
El protoactini 231 (que es forma per α de l'urani 235 seguit d'una emissió β del tori 231) podria mantenir una reacció nuclear en cadena i, en principi, es podria utilitzar per construir una bomba nuclear. La massa crítica, segons el físic suís Walter Seifritz, és 750 ± 180 kg. Altres autors conclouen que no és possible una reacció en cadena utilitzant 231Pa.